# Walls of Fire
Walls of Fire ist ein US-amerikanischer Dokumentarfilm von Herbert Kline und Edmund Penney aus dem Jahr 1971.

## Handlung
Der Dokumentarfilm, der von Ricardo Montalbán gesprochen wird, untersucht die Geschichte der mexikanischen Wandmalerei und ihrer Künstler. Zu den untersuchten Werken gehören die von José Clemente Orozco, Diego Rivera und David Alfaro Siqueiros.

## Auszeichnungen
Der Film wurde für den Oscar als bester Dokumentarfilm nominiert und wurde 1973 mit dem Golden Globe für den besten Dokumentarfilm ausgezeichnet.